# Masdevallia pachyura
Masdevallia pachyura là một loài thực vật có hoa trong họ Lan. Loài này được Rchb.f. mô tả khoa học đầu tiên năm 1874.

## Hình ảnh

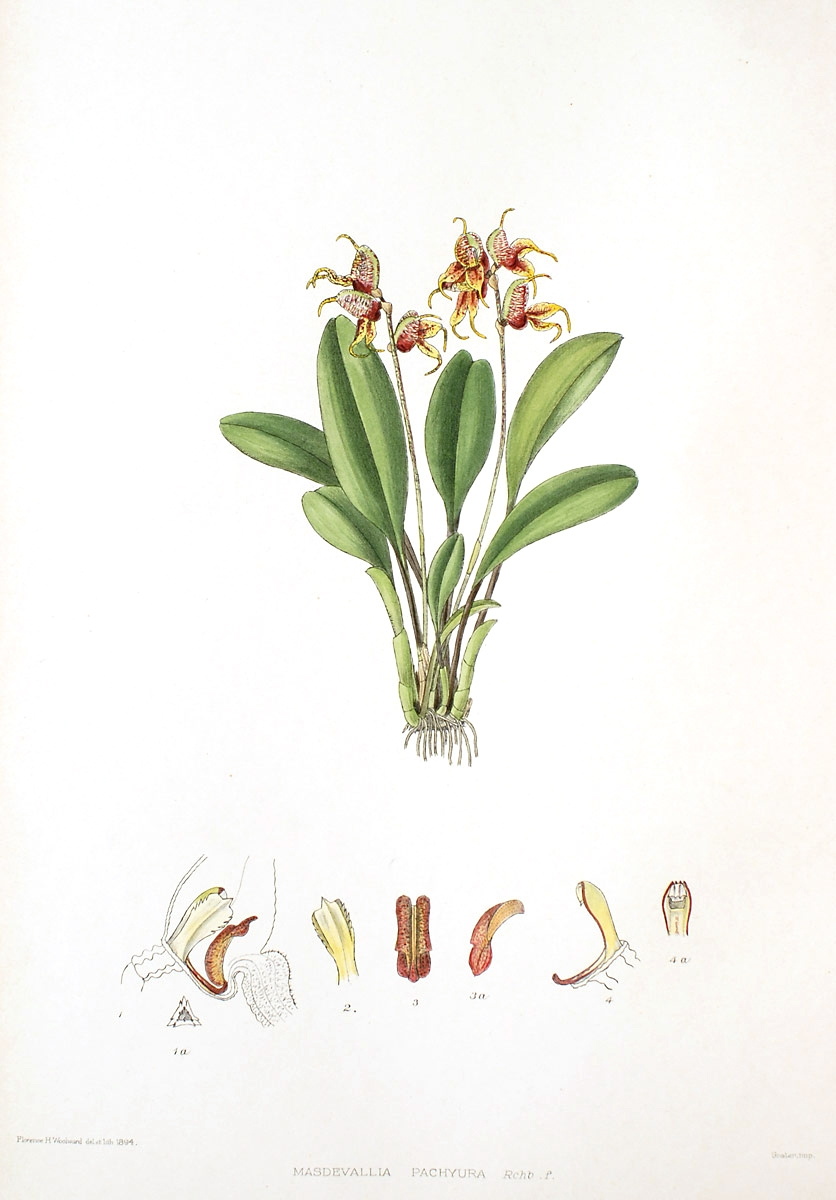